# جوناس أندرسون (سائق رالي)
جوناس أندرسون (بالسويدية: Jonas Andersson)‏ هو سائق رالي سويدي، ولد في 1977.